# جوزفين ميتشيل
جوزفين ميتشيل (بالإنجليزية: Josephine Mitchell)‏ هي ممثلة أسترالية، ولدت في 21 مايو 1965 في سيدني في أستراليا.

## أعمال

### مسلسلات
- أكنتري براكتيس

## وصلات خارجية
- جوزفين ميتشيل على موقع IMDb (الإنجليزية)
- جوزفين ميتشيل على موقع قاعدة بيانات الفيلم (الإنجليزية)